# Катеринич, Иван Трофимович
Иван Трофимович Катеринич — советский хозяйственный, государственный и политический деятель.

## Биография
Родился в июне 1906 года в Подольской губернии в семье железнодорожника. Член КПСС.
Окончил механический факультет Киевского политехнического института (1930).
Начальник цеха Бердичевского машзавода «Прогресс» (1930—1931). Начальник цехов № 4 и № 1 Новокрамоторского машиностроительного завода (НКМЗ) (1931—1938). В 1938—1939 — главный инженер, в 1939—1941 — директор Горловского машзавода. Под его руководством завод стал передовым предприятием по выпуску очистных комбайнов для угольной промышленности.
В 1941 г. в эвакуации, возглавил строительство и работу Копейского машиностроительного завода, выпускавшего снаряды и мины.
С декабря 1943 г. снова директор Горловского машиностроительного завода, руководил его восстановлением.
С 1949 г. директор Новокраматорского машиностроительного завода. В 1952—1954 гг. директор Донецкого машзавода.
С 1954 г. на руководящей работе в Министерстве тяжелого, транспортного и энергетического машиностроения (в этот период был в длительных командировках в Польше и Индии). С 1958 г. заместитель председателя Донецкого совнархоза.

За создание угольного комбайна был в составе коллектива удостоен Сталинской премии за выдающиеся изобретения и коренные усовершенствования методов производственной работы 1949 года.
Награждён орденами Ленина (1957), Трудового Красного Знамени (1943, 1947), «Знак Почёта» (1939), медалью «За победу над Германией в Великой Отечественной войне 1941—1945 гг.»
Умер в Донецке в 1962 году.

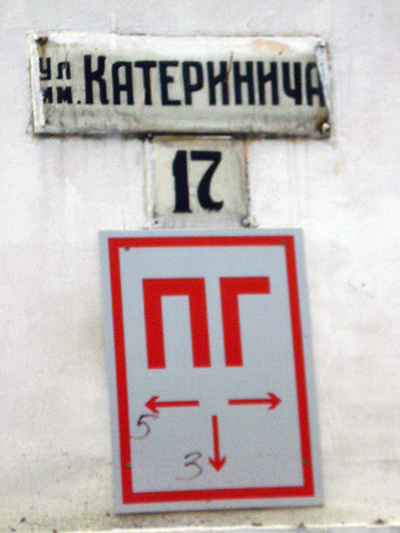
Краматорск, табличка улицы Катеринича

Его именем названы улицы в Донецке, Горловке, Краматорске.